# Nedyopus boninensis
Nedyopus boninensis är en mångfotingart som beskrevs av Karl Wilhelm Verhoeff 1940. Nedyopus boninensis ingår i släktet Nedyopus och familjen orangeridubbelfotingar. Inga underarter finns listade i Catalogue of Life.